# Ранцау
Ранцау (нем. Rantzau) — коммуна в земле Шлезвиг-Гольштейн, Германия. Входит в состав района Плён. Подчиняется управлению Гроссер Плёнер Зее. 
Население составляет 329 человек (на 31 декабря 2010 года). Занимает площадь 16,91 км².